# Pararistolochia
Pararistolochia és un gènere botànic amb 40 espècies de plantes fanerògames pertanyent a la família Aristolochiaceae.

## Espècies seleccionades
- Pararistolochia alexandriana
- Pararistolochia australopithecurus
- Pararistolochia biakensis
- Pararistolochia ceropegioides
- Pararistolochia decandra